# Valnascosta
Valnascosta è un edificio antico, costruito con l'architettura tipica della casa friulana. Si trova in Friuli-Venezia Giulia, nell'estremo nord est Italia, nel comune di Faedis.
Questo edificio ha resistito al Sisma del Friuli del 1976 ed ancor prima all'incendio di Faedis del 27-28 Settembre 1944 per mano dei soldati Tedeschi.

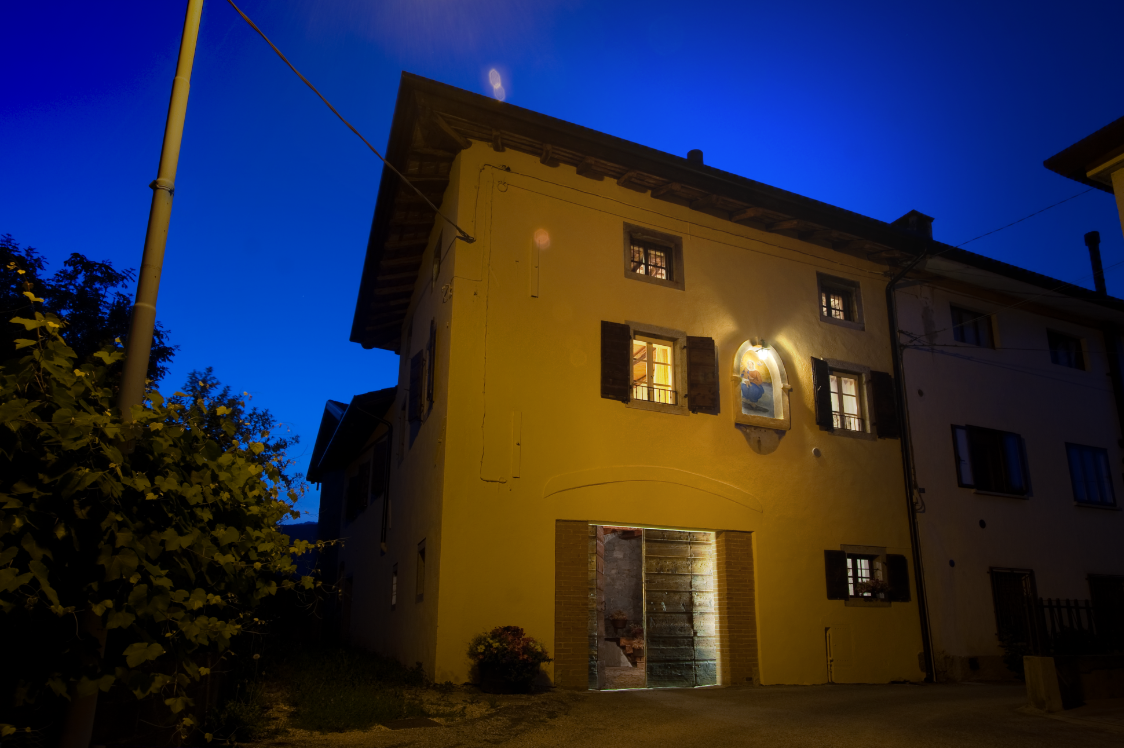
La facciata principale di Valnascosta

## Storia

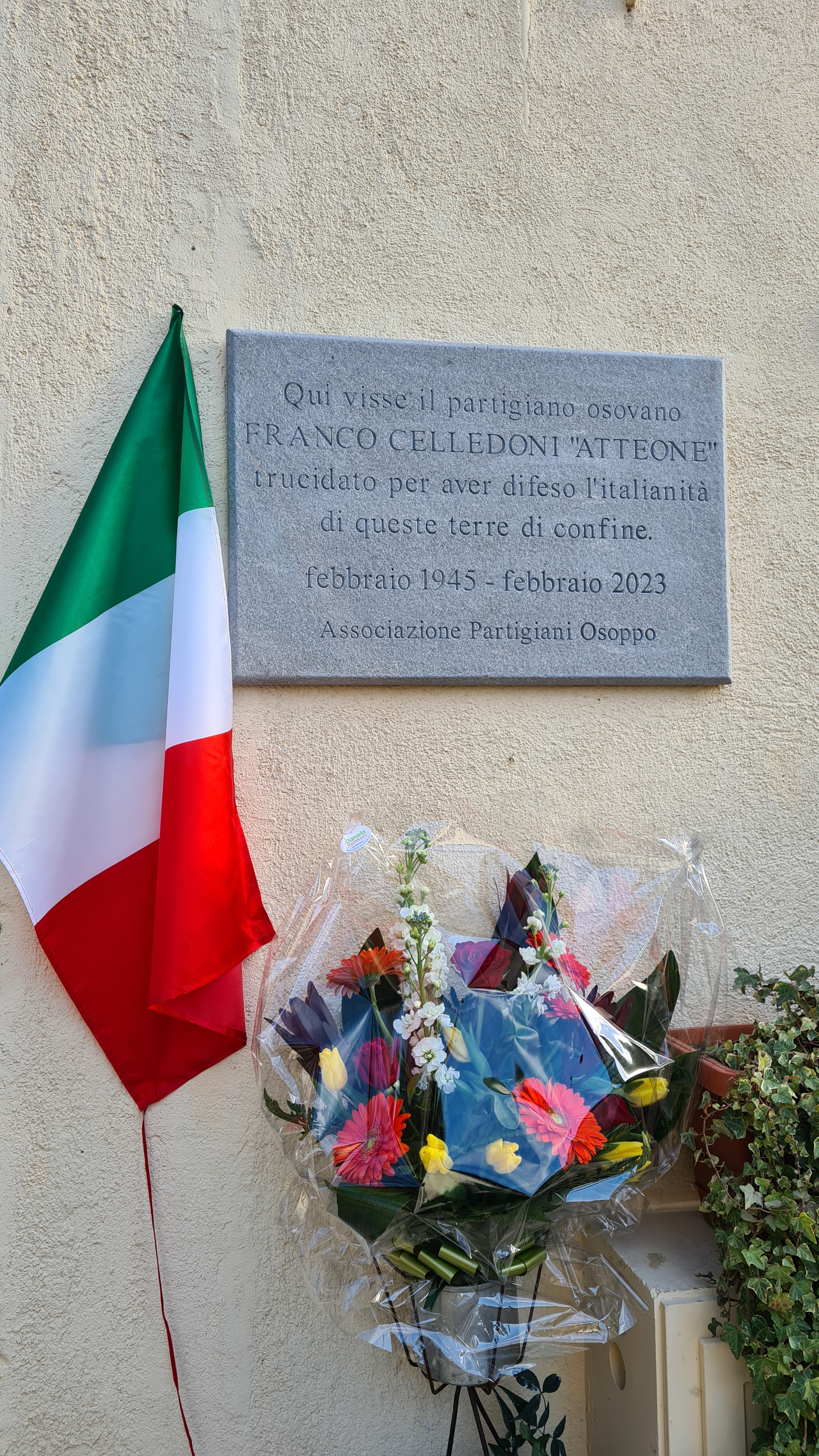
Lapide commemorativa a Franco Celledoni " Atteone "

Valnascosta è un edificio antico, ora in uso come affittacamere, diventato di proprietà della famiglia Toffoletti dal 2007.
In passato è stato di proprietà di molte famiglie, in primis della famiglia Freschi, discendente dei nobili Cucagna, fino alla prima metà del 1800, ed è stato usato come edificio residenziale.
Il nome "Valnascosta", dato dalla famiglia Toffoletti, deriva dal friulano "Valnascueste" e veniva utilizzato dalle persone del paese per indicare l’edificio, vista l’ubicazione nascosta alla fine del borgo medievale di San Pietro.
I primi dati certi sull’edificio li troviamo grazie al Catasto napoleonico del 1814, in cui viene censita la porzione più alta del fabbricato che si affaccia sulla piazzetta del borgo. Sul lato ovest dell'edificio, dove ora si trova il parcheggio privato, vi passava l’antica strada che attraversava la vallata del Grivò, anticamente chiamata Valle del Ferro. Il nome "Valle del Ferro" (l’unica traccia rimasta la troviamo nel nome del borgo Canal del Ferro) deriva dal fatto che nella vallata transitavano le carovane provenienti dalla Valle di Lonch (Slovenia) verso la pianura friulana. Esse erano cariche di ferro, estratto dalle miniere locali. Per questo motivo al piano terra, tra i due portoni principali, troviamo la feritoia di difesa da arciere, utilizzata nelle costruzioni fino al XVII secolo.
L'11 Febbraio 2023 alla presenza dell'assessore regionale alla cultura Tiziana Gibelli, del presidente dell'Apo Roberto Volpetti e dei sindaci di Attimis e Faedis è stata inaugurata una lapide commemorativa sulla facciata principale dell'edificio in ricordo di Franco Celledoni " Atteone " nato e vissuto in questa casa ucciso nell'eccidio di Porzus.. Alla cerimonia è seguita la presentazione del libro " Franco Celledoni " scritto da Roberto Tirelli. In questa occasione l'unico cugino di Franco ancora in vita Armando Celledoni, ha raccontato alcuni aneddoti della vita di questo sfortunato patriota. Articolo Regione fvg Articolo e video completo

## Ricerche storiche
Per ben due anni sono state svolte ricerche e studi sull'edificio presso l'Archivio di Stato di Udine, l'archivio arcivescovile, quello parrocchiale e quello notarile, reperendo numerose informazioni sull'edificio e sulle persone che vi hanno vissuto.

Nel 2017, da parte di un architetto esperto in strutture antiche, viene svolto un sopralluogo analizzando visivamente la struttura, la mappa del 1811 e i vari stili architettonici usati nella costruzione. Dalla mappa è emerso che molto probabilmente la linea dell’edificio lato ovest era originariamente una cinta muraria difensiva. Da questo si spiega l’andamento curvo della facciata. Dalle mappe napoleoniche sappiamo che adiacente al muro ovest passava la strada che portava a Canal di Grivò. I materiali usati nell'edificio, come le colonne di pietra, gli archi dei portoni e i ciottoli per la pavimentazione, ci fanno capire che questa non era una tipica casa rurale ma una dimora di campagna di proprietari benestanti.

## Fatti storici avvenuti a Valnascosta
1945: Il 18 Dicembre 1918 nasce Franco Celledoni detto "Atteone", figlio della maestra del paese. Vive con la famiglia a Valnascosta per poi studiare medicina a Padova. Effettivo della II Divisione Osoppo Friuli, Ufficiale medico (studente di medicina), viene catturato dai gappisti mentre si reca a Topli Uork, alle malghe di Porzus, ora monumento nazionale. Atteone sarà ucciso il 12 Febbraio 1945 presso Rocca Bernarda assieme ad altre 17 persone, tra cui Francesco De Gregori, zio dell’omonimo artista, e Guido Pasolini, fratello di Pier Paolo Pasolini. Sempre in questi anni, all'ultimo piano dell'edificio, su una delle finestre fronte piazzetta, era posizionato un mitragliatore pesante per difendere il borgo in caso di attacco.
1847: Nell’anno 1873 Valnascosta è censita come Casa Canonica e ospita il parroco che officia nella piccola chiesa di San Pietro degli Slavi, situata proprio di fronte all’edificio. La chiesetta è risalente al XIII secolo, ma è sorta sulle rovine di un luogo di culto di epoca romana. Il parroco che vive qui si chiama don Antonio Leonarduzzi, nato il 19 Aprile 1809, e regge la parrocchia di Faedis dal 1847 al 1882 durante le turbolenze politiche del 1848 e del 1866, non restando esente egli pure da una infarinatura liberale. A Faedis in quegli anni è molto sentito il problema della liberazione dagli austriaci e dell’unificazione al Regno d’Italia. In occasione dei moti liberali del 1848, scoppiati un po' ovunque, egli benedice la bandiera della Guardia Nazionale presente a Faedis. Il suo merito principale fu quello di promuovere l’agricoltura introducendo in Faedis la coltura della vite, che da lui appunto riceve un impulso così grande da far diventare Faedis uno dei paesi più vinicoli della provincia. Morirà nel 1882 chiedendo espressamente che non si parli di lui.
1814: L’84º Battaglione di Napoleone Bonaparte stanzia nell’area esterna a nord di Valnascosta.
1811: Il proprietario della casa è Freschi Giobatta fu Antonio (ramo di discendenza dei nobili Cucagna, proprietari anticamente dell'omonimo castello).
1515: Presso l’Archivio di Stato di Udine è stato ritrovato un documento all’interno della miscellanea della nobile famiglia Freschi: un atto di pagamento di affitto registrato dal notaio Antonio Barbato di Udine. In questo atto si legge: “In Faedis la confraternita di santa Maria paga d’affitto semplice per un pezzo di vigna sotto colle Villano, e per una casa in piazza di sopra avanti la chiesa di san Pietro. Udine, 5 Febbraio 1515”. L’atto completo si trova nel Catapan (ovvero l'obituario) presso l’archivio parrocchiale.

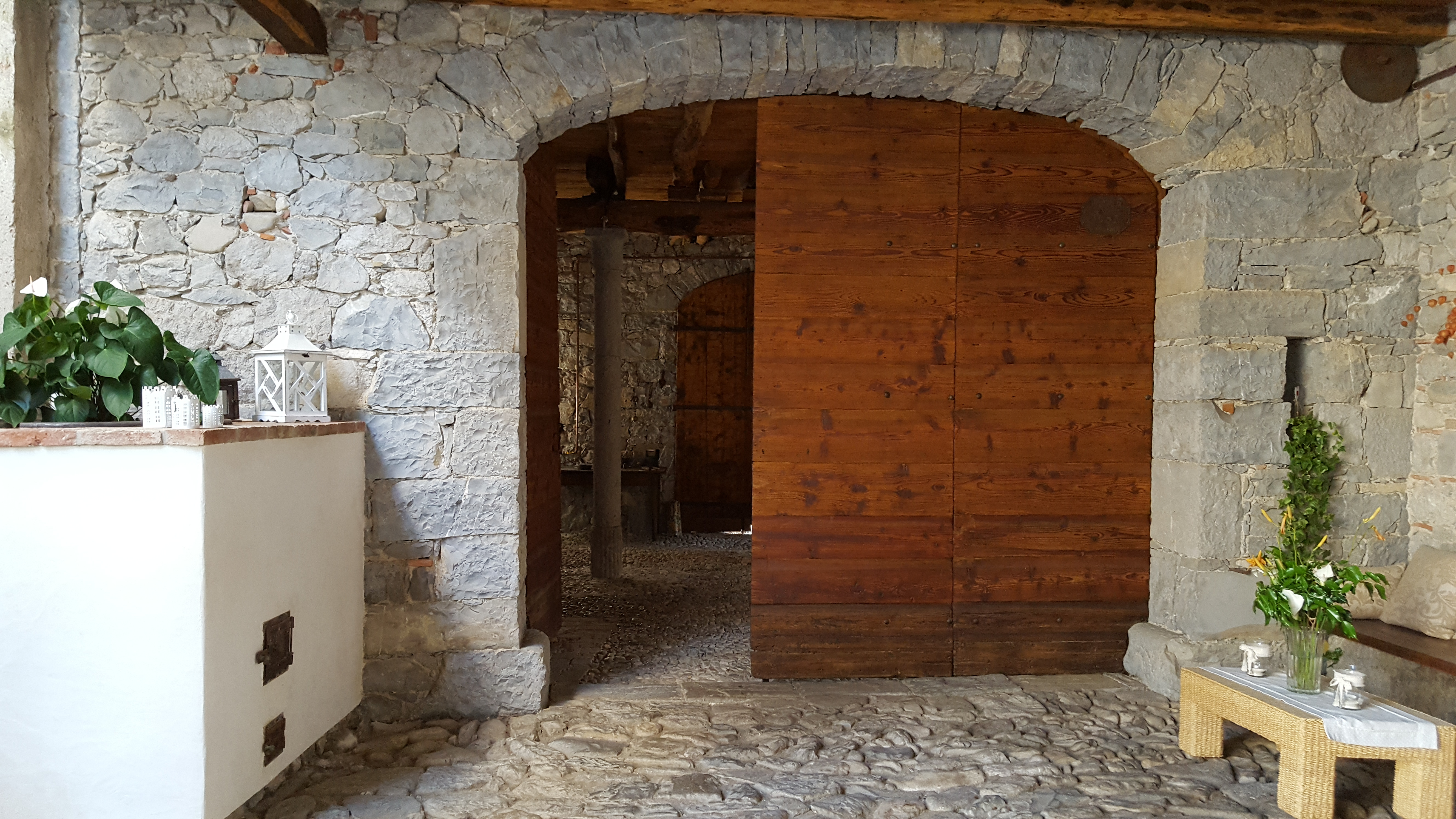
Gli antichi portoni d'ingresso

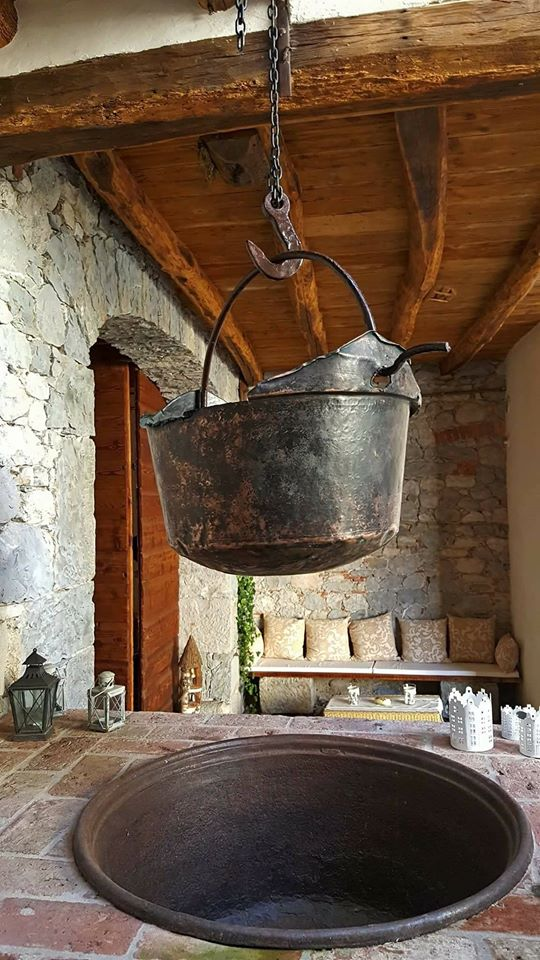
L'antico pentolone